# Österreichische Militärgeschichte
Der Artikel Österreichische Militärgeschichte soll einen Überblick über die Entwicklung und den Status der Streitkräfte, der militärischen Einrichtungen und der Rüstungsindustrie in den verschiedenen Epochen geben.

## Geschichte

### Österreichische Erblande und die Kaiserliche Armee
Bereits der Beginn der Habsburger-Herrschaft im damaligen Herzogtum Österreich ist mit Krieg verknüpft. Der Babenberger Herzog Friedrich der Streitbare war 1246 im Kampf gegen die andrängenden Ungarn gefallen, ohne einen männlichen Erben zu hinterlassen. Ottokar II. Přemysl, König von Böhmen, hatte sich hierauf Österreich untertan gemacht, ohne die reichsrechtlichen Vorschriften zu beachten. 1276 wurde er vom deutschen König Rudolf I. von Habsburg aus Österreich gewiesen. Dieser belehnte nun seine Söhne mit dem Herzogtum. 1278 wurde der widerspenstige Ottokar in der Schlacht von Dürnkrut und Jedenspeigen im heutigen Niederösterreich besiegt. Ottokar fiel in der Schlacht. In Franz Grillparzers Drama König Ottokars Glück und Ende ist diese Schlacht zweier Ritterheere beschrieben.
Wie alle anderen Dynastien erreichte auch das Haus Habsburg seinen Machtzuwachs im Wesentlichen durch Kriege und dynastische Heiraten. Eine besondere Bedeutung erreichte das österreichische Haus Habsburg durch die Erlangung der römischen Kaiserwürde im Heiligen Römischen Reich im Jahre 1438. Fortan waren die Geschicke der Erblande eng mit denen des Reiches verknüpft. Das im 15. Jahrhundert entstehende Kaiserliche Heer rekrutierte sich stets aus dem gesamten Reich, aber auch aus anderen Territorien Europas. Die Aufgaben waren dem kaiserlichen Anspruch gemäß universal europäisch, aber stets verbunden mit der Verteidigung des österreichischen Territoriums gegenüber dem Osmanischen Reich und später gegenüber Frankreich. 1529 fand die erste Türkenbelagerung Wiens statt. Im Jahr 1556 wurde mit dem Hofkriegsrat die erste selbstständige Militärverwaltungsbehörde des Kaisers in Wien gegründet. Er überdauerte das Heilige Römische Reich und wurde im Kaisertum Österreich 1848 in Kriegsministerium umbenannt.
Ein stehendes kaiserliches Heer entwickelte sich erst in der Frühen Neuzeit. Zuvor mussten Feldherren und Offiziere bestellt und Leibeigene zwangsrekrutiert beziehungsweise Söldner angeworben werden. Unter diesen Vorzeichen kämpften die Kaiserlichen 1618 bis 1648 im Dreißigjährigen Krieg. Ihr bekanntester Feldherr war der später im Auftrag des Kaisers ermordete Wallenstein.
Nach dem Krieg entstand eine stehende Truppe, die sich bis in das 19. Jahrhundert hinein nicht überwiegend aus Österreich, sondern aus den geistlichen Fürstentümern und den Reichsstädten rekrutierten. Auch die Reichskreise bildeten feste Werbegebiete.
1677 errichtete man das Kaiserliche Zeughaus, welches dem Gießen von Kanonen diente. 1683 konnte die Zweite Wiener Türkenbelagerung nur mit Hilfe aus Polen-Litauen und dem Reich abgewehrt werden. In der Folge reorganisierte Prinz Eugen von Savoyen das Kaiserliche Heer grundlegend und vertrieb die Türken aus Mitteleuropa.
Militärische Konflikte:
- Acht Türkenkriege 1526–1792: Österreich (mit Reichstruppen) gegen das Osmanische Reich

- Erster Österreichischer Türkenkrieg 1526 bis 1555
- Zweiter Österreichischer Türkenkrieg 1566 bis 1568
- Dritter Österreichischer Türkenkrieg 1593 bis 1606
- Vierter Österreichischer Türkenkrieg 1663 bis 1664
- Fünfter Österreichischer Türkenkrieg 1683 bis 1699
- Sechster Österreichischer Türkenkrieg 1714 bis 1718
- Siebenter Österreichischer Türkenkrieg 1735 bis 1739
- Achter Österreichischer Türkenkrieg 1787 bis 1792

- Dreißigjähriger Krieg 1618–1648
- Spanischer Erbfolgekrieg 1701 bis 1714 in einer zusammen mit England/Großbritannien geführten Allianz gegen ein Bündnis mit Frankreich als Hauptmacht
- Österreichischer Erbfolgekrieg 1740 bis 1748 mit Großbritannien, den Niederlanden und Sardinien gegen Preußen, Frankreich, Spanien, Bayern und Sachsen
- Siebenjähriger Krieg 1756 bis 1763 mit Frankreich und Russland gegen Großbritannien und Preußen
- Koalitionskriege 1792–1802:

- Erster Koalitionskrieg 1792 bis 1797 mit Preußen, Sardinien-Piemont, Großbritannien, Spanien, die Niederlande und Neapel gegen Frankreich
- Zweiter Koalitionskrieg 1798 bis 1802 mit Großbritannien, Russland, dem Osmanischen Reich, Portugal, Neapel und dem Kirchenstaat gegen Frankreich

Bedeutende kaiserliche Feldherren, auf die hier noch näher einzugehen sein wird, waren u. a. Wallenstein, Tilly, Starhemberg, Daun, Laudon, Erzherzog Karl, Schwarzenberg und Radetzky, als Admiral wurde Tegetthoff berühmt.

### Kaisertum Österreich (1804–1867)
Militärische Konflikte:
- Koalitionskriege (1805–1812):

- Dritter Koalitionskrieg 1805 zusammen mit Russland, Großbritannien und Schweden gegen Frankreich
- Fünfter Koalitionskrieg 1809 zusammen mit Großbritannien gegen Frankreich
- Russlandfeldzug 1812: Bereitstellung von Truppen für die Grande Armée Frankreichs
- Sechster Koalitionskrieg
- Befreiungskriege 1813 bis 1814 zusammen mit Großbritannien, Preußen, Russland, Schweden und anderen gegen Frankreich

- Aufstände in den Revolutionsjahren 1848 und 1849:

- Niederschlagung der Volksaufstände in Böhmen und in Wien 1848
- Krieg gegen Ungarn 1848 und 1849

- Italienische Unabhängigkeitskriege 1848–1866:

- Erster Italienischer Unabhängigkeitskrieg 1848
- Zweiter Italienischer Unabhängigkeitskrieg 1859 gegen Frankreich und das Königreich Sardinien-Piemont
- Dritter Italienischer Unabhängigkeitskrieg als Teil des Deutschen Krieges 1866 gegen Italien

- Deutsch-Dänischer Krieg 1864 mit Preußen gegen Dänemark um Schleswig-Holstein
- Deutscher Krieg 1866 gegen Preußen um die Vorherrschaft im Deutschen Bund

### Österreich-Ungarn (1867–1918)
Als das Kaisertum Österreich 1867 zur Doppelmonarchie wurde, weil Ungarn als eigener Staat anerkannt werden musste, blieben Armee und Kriegsmarine gemeinsame Angelegenheiten beider Reichshälften unter der Leitung des k.u.k. Kriegsministeriums in Wien. Dementsprechend wurde nun auch der Name von der Kaiserlich Königlichen (k.k.) Armee in Kaiserliche und Königliche Armee (k.u.k. Armee) geändert.
Nicht zu den gemeinsamen Angelegenheiten gehörten die Wehrgesetze (die festlegten, wer wie lang wehrpflichtig war), die österreichische Landwehr und ihr ungarisches Pendant, der Honvéd. Diese wurden vom österreichischen Landwehrminister und dem ungarischen Honvédminister getrennt verwaltet.
Das k.u.k. Kriegsministerium war lediglich für Verwaltungsaufgaben des Heeres und der Flotte zuständig, da Kaiser Franz Joseph persönlich den Oberbefehl hatte. Für die k. u. k. Kriegsmarine bestand im Ministerium die Marinesektion.
Franz Joseph I. (reg. 1848–1916) fungierte fast sein ganzes Monarchenleben lang persönlich als Oberster Befehlshaber seiner bewaffneten Macht und war im Inland ausschließlich in Uniform zu sehen.
Bekannte militärische Einheiten waren die Tiroler Kaiserjäger, die Deutschmeister (Wiens „Hausregiment“), die ungarischen Husaren und die polnischen Ulanen. Bekanntester Militärmarsch wurde der von Johann Strauss 1848 komponierte Radetzkymarsch (später auch Titel eines – zweimal verfilmten – Romans von Joseph Roth über eine Soldatenfamilie in den letzten Jahrzehnten des Monarchie). Prominenter Militärkapellmeister war Joseph Lanner.
Eine bekannte Auszeichnung war der Leopoldsorden, der zwischen 1808 und 1918 nur viermal verliehen wurde. Von 1757 bis 1931 insgesamt 1241-mal verliehen wurde der Maria Theresia-Orden für „hervorragende Dienste im Kriege“. Mit vielen weiteren Orden und Ehrenzeichen wurde die bekannt schlechte Besoldung der Offiziere zu kompensieren versucht.
Bemerkenswerte Offiziere der letzten Jahre Österreich-Ungarns (Auswahl):
- Franz Graf Conrad von Hötzendorf, Chef des k.u.k. Generalstabes 1906–1911 und 1912–1917, Anhänger des Präventivkrieges
- Svetozar Boroević von Bojna, Feldmarschall an der Isonzofront
- Theodor Körner, Oberst des Generalstabes der Isonzofront, 1945–1951 Bürgermeister von Wien, 1951–1957 Bundespräsident

Militärische Konflikte:
- 1878 konnte Österreich-Ungarn die ihm zur Verwaltung zugesprochenen Länder Bosnien und Herzegowina nur durch militärische Besetzung „befrieden“.
- Boxeraufstand 1900: Beteiligung am Zweiten Expeditionskorps (nur Kriegsmarine)
- Erster Weltkrieg 1914–1918 auf Seite der Mittelmächte mit dem Deutschen Kaiserreich, dem Osmanischen Reich und Bulgarien gegen die Entente mit Frankreich, Großbritannien, Russland, Italien, den Vereinigten Staaten von Amerika und anderen.

Erster Weltkrieg
Zum Einsatz kamen (Heer) und Kriegsmarine (k. u. k. Kriegsmarine), später auch die Kampfflugzeuge der k.u.k. Luftfahrtruppen.
Kurz vor Ende des Krieges beendete Ungarn am 31. Oktober 1918 die Realunion mit Österreich und zog seine Truppen von der Isonzofront ab. Damit war die k.u.k. Armee zerbrochen. Ihr Ende wurde von Franz Theodor Csokor, selbst Offizier im Krieg, in seinem Theaterstück 3. November 1918 dargestellt (an diesem Tag trat der Waffenstillstand mit Italien in Kraft). Die Schändlichkeiten des Krieges brachte Karl Kraus im Stück Die letzten Tage der Menschheit zur Sprache.

### Deutsch-Österreich (1918–1919)
Ab dem 5. November 1918 stellte die Provisorische Regierung Deutsch-Österreichs die Volkswehr auf. Diese bestand aus ehemaligen Angehörigen der österreichisch-ungarischen Armee und Freiwilligen. Sie wurde am 18. März 1920 gemäß den Bestimmungen des Vertrages von St. Germain aufgelöst und durch das Bundesheer ersetzt.
Militärische Konflikte:
- Kärntner Abwehrkampf 1918 bis 1919 gegen das Königreich Jugoslawien

### Erste Republik und Ständestaat (1919–1938)
Nach dem Ersten Weltkrieg schuf die Republik Österreich das Bundesheer. 1938 entschied Bundeskanzler Kurt Schuschnigg, es nicht gegen die nationalsozialistische Machtübernahme in Österreich einzusetzen („kein deutsches Blut vergießen“), obwohl sich die Militärführung darauf vorbereitet hatten, Widerstand zu leisten. Die österreichischen Verbände wurden sofort in die deutsche Wehrmacht eingegliedert.

### Österreich als Teil des Deutschen Reichs (1938–1945)
Ein eigenes österreichisches Militärwesen bestand im Zweiten Weltkrieg nicht. Hunderttausende Österreicher leisteten gemäß den geltenden deutschen Vorschriften in der deutschen Wehrmacht Wehrdienst. Der österreichische Bundespräsident Kurt Waldheim äußerte später, die österreichischen Soldaten hätten nur ihre Pflicht getan. Wer wie der oberösterreichische Bauernsohn Franz Jägerstätter, diese Pflicht verweigerte, wurde zum Tod verurteilt.
Einzelne deutsche Offiziere österreichischer Herkunft wurden nach Kriegsende im Ausland als Kriegsverbrecher verurteilt. Eine Reflexion der eigenen Rolle im Vernichtungskrieg der Nationalsozialisten blieb bei den meisten beteiligten Österreichern aus. Viele Gefallene wurden auf Kriegerdenkmälern verewigt und sind, wie dort zu lesen, für die Heimat gestorben.
Nicht der Wahrheit entsprechend behauptete die Österreichische Unabhängigkeitserklärung vom 27. April 1945, kein wahrer Österreicher habe jemals die NS-Aggression gegen fremde Völker gewollt. Kameradschaftsbünde, in denen der Heldentaten der Wehrmacht gedacht wird, bestehen in Österreich bis heute.

### Zweite Republik (1955 bis heute)
Nach Abzug der alliierten Besatzungstruppen 1955 wurde das Österreichische Bundesheer (BH) wieder gegründet. Ihm gehören auch die Luftstreitkräfte an. Das Bundesheer untersteht dem Bundesministerium für Landesverteidigung (BMLV). Oberbefehlshaber ist der Bundespräsident. Dem BMLV unterstehen auch zwei der drei österreichischen Nachrichtendienste, nämlich das Abwehramt und das Heeres-Nachrichtenamt. Der dritte Nachrichtendienst, die Direktion Staatsschutz und Nachrichtendienst, untersteht dem Bundesministerium für Inneres (BMI).
Der erste wichtige Einsatz des jungen Bundesheeres fand im Herbst 1956 an der Ostgrenze statt, als die Rote Armee den Ungarischen Volksaufstand niederwalzte. Die Bundesregierung hatte einen Schießbefehl für den Fall erlassen, dass sowjetische Soldaten österreichisches Gebiet betreten und sich nicht entwaffnen lassen. Es blieb jedoch jede Konfrontation mit der Roten Armee aus. Die Grenzschützer des Bundesheeres waren größtenteils erst wenige Wochen zuvor eingerückte Anfänger, denen jedes Kampftraining fehlte. Die psychologische Bedeutung dieses Einsatzes für die ungarischen Flüchtlinge, die österreichisches Gebiet erreichten, und für die dort wohnenden Menschen war allerdings sehr groß.
Nach der Niederschlagung des Prager Frühlings 1968 im Kalten Krieg wurde bis 1977 eine Bunkeranlage errichtet, die im Ernstfall der Bundesregierung Platz bieten sollte. Die „Einsatzzentrale Basisraum“ beinhaltete auch ein Ausweichstudio für den ORF und die Zentrale für das in modernisierter Form noch heute verwendete Luftüberwachungssystem „Goldhaube“.
Während des Kalten Krieges entwickelte Österreich das auch international beachtete Konzept der Raumverteidigung.
Das Bundesheer litt fast ständig unter Geldmangel und daher unzureichender Ausrüstung und Bewaffnung. Österreichs Politiker hatten 1955 zwar von einer Neutralität nach Schweizer Muster gesprochen, dachten aber gar nicht daran, die Verteidigungsausgaben auf die in der Schweiz übliche Höhe zu steigern. Ohne es je auszusprechen, glaubten die verantwortlichen Politiker wohl, in einem größeren Konflikt würde ihnen sowieso, falls nötig, die NATO zu Hilfe kommen.
Bedeutung erlangten in den letzten Jahrzehnten die Auslandseinsätze des Bundesheeres, meist auf Grund von UN-Mandaten. Österreichische Soldaten waren oder sind auf Zypern, in den Golanhöhen zwischen Syrien und Israel, in Bosnien-Herzegowina, im Libanon und anderen Konfliktgebieten tätig.

## Militärwirtschaft
Siehe auch: Österreichische Rüstungshersteller
Mehrere Rüstungsunternehmen, die aufgrund des Neutralitätsstatus Österreichs Einschränkungen unterliegen, haben nach wie vor ihren Sitz, oder Produktionsstätten, in Österreich, nachdem der Großteil der Rüstungsindustrie entweder im Zuge des Ersten, oder des Zweiten Weltkrieges von den Alliierten zerstört wurde. Darunter die große Munitionsfabrik der k.u.k. Monarchie Wöllersdorfer Werke und die Lokomotiven- und Rüstungshersteller „Raxwerke“ und „Lokomotivfabrik Floridsdorf“. Mehrere Unternehmen, die auch heute noch existieren, wurden einst aus dem großen Industriekonzern Steyr Daimler Puch ausgegliedert. Dies ist der ursprünglich aus der Österreichischen Waffenfabriksgesellschaft hervorgegangene Schusswaffenhersteller Steyr Mannlicher und der an den US-amerikanischen General-Dynamics-Konzern verkaufte Militärfahrzeughersteller Steyr-Daimler-Puch Spezialfahrzeug GmbH, der unter anderem den Pandur-Radpanzer in Österreich produziert. Von diesem wurden 2005 bereits 260 Stück von der portugiesischen Armee bestellt, und im Februar 2006 orderte die Tschechische Republik 234 Stück.
Die erlaubten Möglichkeiten zur Ein-, Aus- oder Durchfuhr von Kriegsmaterial werden im österreichischen Kriegsmaterialgesetz stark eingeschränkt. Erlaubt sind etwa die Ausfuhr von Kriegsmaterial in Länder, welche dieses Kriegsmaterial zur Umsetzung von Beschlüssen des Sicherheitsrates der Vereinten Nationen benötigen und wenige andere Ausnahmen. Die Auslegung dieses und anderer Grundsätze dieses Verfassungsgesetzes erfolgt jedoch äußerst unterschiedlich. So verkaufte Steyr-Daimler-Puch Spezialfahrzeuge im Jahr 1999 22 Jagd- und Schützenpanzer nach Botswana, obwohl das Bundeskanzleramt den Verdacht äußerte, dass dafür Entwicklungshilfegelder verwendet werden, und 2001 wurden 66 Truppentransporter nach Simbabwe exportiert, welches nur wenig später ein Waffenembargo von der EU auferlegt bekam. Dem Schusswaffenhersteller Steyr Mannlicher hingegen wurde der Export von Gewehren nach Südamerika untersagt, mit Hinweis auf dort operierende terroristische Gruppierungen. Dessen Sturmgewehre STEYR AUG sind jedoch seit Jahrzehnten „Exportschlager“ die bereits in dutzende verschiedenste Länder geliefert wurden. Für ein Waffenembargo der USA gegen Steyr-Mannlicher sorgte der im Jahr 2004 genehmigte Export von 800 Scharfschützengewehren des Typs Steyr HS.50 an den Iran, der diese nach Eigenangaben für die Bekämpfung der Drogenkriminalität benötige. Diese großkalibrige Scharfschützengewehre können jedoch auch wirksam gegen leicht gepanzerte Fahrzeuge in bis zu zwei Kilometern Entfernung eingesetzt werden.
Siehe dazu auch: Noricum-Skandal
Einen Ausnahmefall in der österreichischen Rüstungs- und Waffenindustriegeschichte stellt der niederösterreichische Schusswaffenhersteller GLOCK dar. Dieses Unternehmen wurde 1963 gegründet und befand sich anders als sämtliche anderen Rüstungsunternehmen, die vor 1945 gegründet wurden, nie in Staatsbesitz. Ebenfalls von einer Privatperson gegründet und privat geführt wird der Wiener Minensuchgeräte- und Drohnenhersteller Schiebel.
Lange Zeit wichtigste Bezugsquelle für Gewehre war die Gewehrfabrik am Alsergrund in Wien.

## Kraftfahrwesen
Siehe auch: Radpanzer (Österreich)
Noch vor dem Ersten Weltkrieg begann in der Donaumonarchie die Einführung von Kraftfahrzeugen beim Militär.

### Monarchie
Dem Technischen Militärkomitee wurde 1896 von privater Seite der erste Personenkraftwagen der Firma Austro-Daimler zur Erprobung zur Verfügung gestellt. Die Ergebnisse der Testfahrten wurden dem Kriegsministerium zur Bewertung übergeben.
Schon früher hatte die k.u.k. Armee für Testzwecke ein Lokomobil erworben. Man hoffte, dass mit solchen Zugmaschinen schwere Massentransporte im Hinterland durchgeführt werden konnten. Das Ergebnis scheint nicht überzeugend gewesen zu sein, denn das Technische Militärkomitee schlug den Ankauf eines zur Lastenbeförderung geeigneten Kraftwagens mit Verbrennungsmotor vor. Im März 1898 lieferte die Firma Bierenz, Fischer & Cie den ersten Militärlastkraftwagen Österreichs.
In den nächsten Jahren wurden von den verschiedenen Herstellern immer wieder Lastkraftwagen dem Heer zur Erprobung zur Verfügung gestellt. Außer den normalen Fahreigenschaften war das Heer vor allem an der Eignung als Zugfahrzeug für die Artillerie interessiert.
Die Firma Austro-Daimler entwickelte in dreijähriger geheim gehaltener Arbeit einen allradgetriebenen Radpanzer. 1906 wurde er erstmals der Öffentlichkeit vorgestellt und beim Manöver 1906 konnte er seine Leistungsfähigkeit der obersten Heeresleitung demonstrieren. Beim Starten des Motors für eine Sonderpräsentation auf dem Feldherrnhügel wurden die Pferde scheu. In dem Tumult grantelte Kaiser Franz Joseph I. über den allgemein sehr gut bewerteten Panzerwagen. Als Folge des Allerhöchsten Unwillens wurde der unterschriftsreife Kaufvertrag zu den Akten gelegt.
1909 wurde bei Daimler in Wiener Neustadt ein schwerer Straßen-Güterlastzug in Auftrag gegeben. Der Motorwagen war mit einem Benzinmotor und einem direkt gekoppelten Gleichstrom-Dynamo ausgestattet. Angetrieben wurden der Motorwagen und alle Anhänger durch Elektromotoren, die jedes Rad einzeln antrieben (Radnabenmotoren).
Um Kosten bei der Einführung von Lastkraftwagen beim Heer zu sparen, wurde der so genannte „Subventionslastkraftwagen“ ins Leben gerufen. Das Heer erteilte gewisse technische Vorgaben, die die LKW zu erfüllen hatten. Der Ankauf solcher LKW durch Private wurde durch das Heer subventioniert. Dafür musste der Besitzer das Fahrzeug fünf Jahre lang in einwandfreiem Zustand erhalten, keine Veränderungen durchführen und es im Bedarfsfall der Heeresverwaltung zur Verfügung stellen.
Der 1911 von Gunther Burstyn dem Kriegsministerium angebotene Entwurf eines gepanzerten Kettenfahrzeugs wurde abgelehnt. Bei den von Österreich-Ungarn später im Ersten Weltkrieg eingesetzten Panzerfahrzeugen handelte es sich um gepanzerte und mit Maschinengewehren bewaffnete Kraftwagen mit Radantrieb.
Die Puchwerke AG, Böhmisch-Mährische Maschinenfabrik, Gräf & Stift AG, Austro-Fiat AG, Saurer-Werke AG und die Österreichische Daimler-Motoren-Gesellschaft waren inländische Kraftfahrzeuglieferanten der k.u.k. Armee.
Zu Kriegsbeginn war Österreich-Ungarn das Land mit der am besten motorisierten schweren Artillerie.

### Zwischenkriegszeit
In der Zwischenkriegszeit setzte sich die technische Entwicklung des Kraftfahrzeugwesens natürlich fort und wirkte sich auch auf die Kraftfahrzeuge für das Bundesheer aus.
Über die Entwicklung und Produktion von Halbkettenfahrzeugen kam man kaum hinaus. Lediglich ein kleines, ungepanzertes Kettenfahrzeug mit einem Mann Besatzung und einem Maschinengewehr als Bewaffnung wurde gebaut. Für die schwere Artillerie wurden Schleppfahrzeuge mit Kettenantrieb angekauft. Ebenso die Panzer, die zumeist aus Italien kamen.
Entwickelt und produziert wurden gepanzerte Räderfahrzeuge. Nach dem Anschluss an das Dritte Reich wurden diese Fahrzeuge vor allem im Polizeidienst eingesetzt.
Die Österreichische Automobilfabriks AG, Steyr-Werke AG, Saurer-Werke AG, Austro-Daimler-Puch-Werke AG, Steyr-Daimler-Puch AG und die Gräf & Stift AG waren einheimische Kraftfahrzeuglieferanten des Bundesheeres.

### Nachkriegszeit

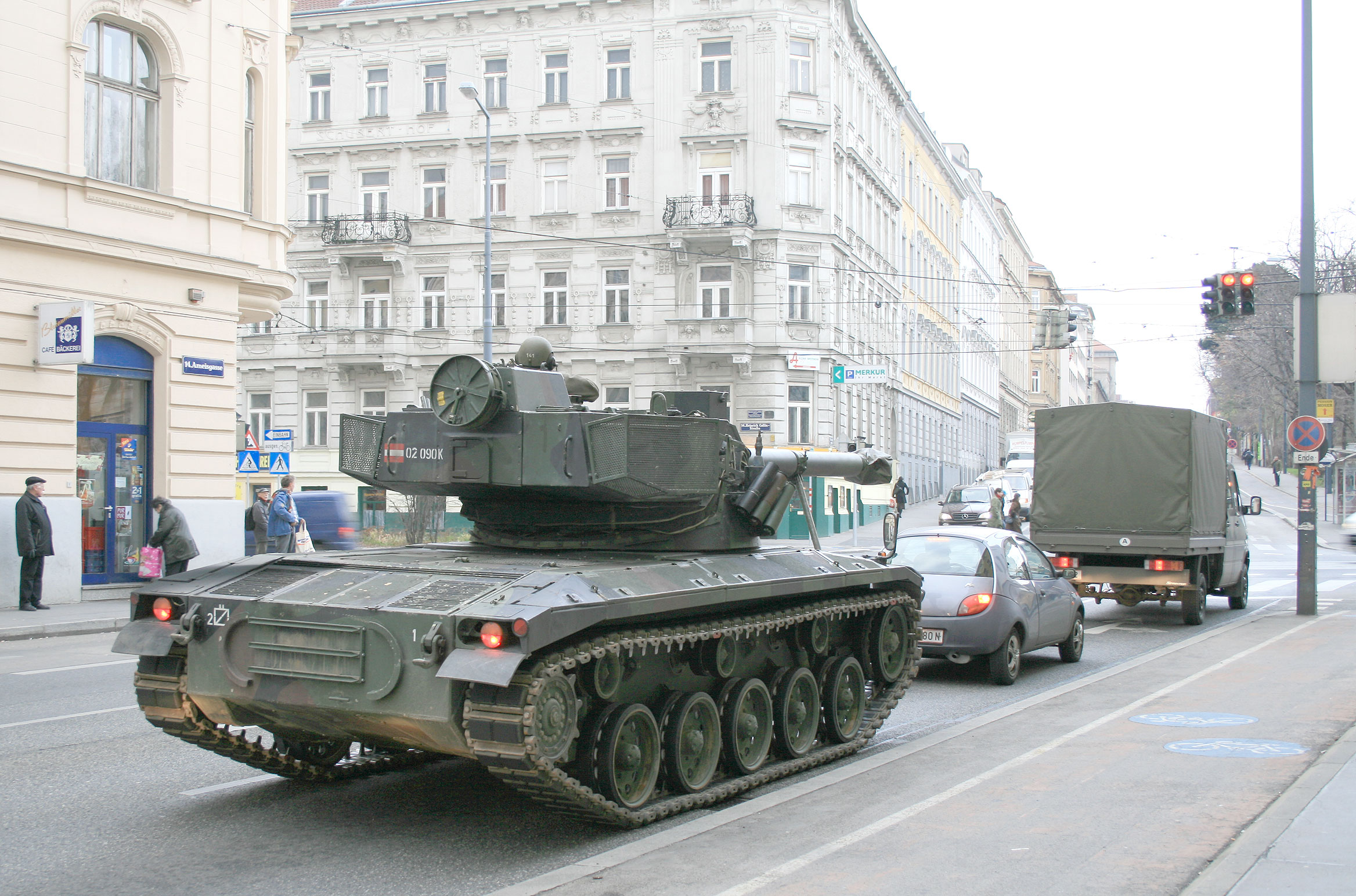
Kürassier

Während der Besatzungszeit musste zunächst einmal der allgemein bestehende Mangel an Kraftfahrzeugen, vor allem Transportfahrzeugen, gedeckt werden. Den Grundstock an Heereskraftfahrzeugen bildeten die zurückgelassenen Fahrzeuge der Alliierten nach dem Abzug aus Österreich. Aber auch Fahrzeuge aus Beständen der Wehrmacht („Opel Blitz“) fanden Verwendung.
Aus österreichischer Nachkriegsproduktion war der Steyr 480 eines der ersten Fahrzeuge beim Österreichischen Bundesheer. International berühmt wurden erst der „Haflinger“ (ab 1959) und später der „Pinzgauer“ (ab 1973), beide stammen von Steyr Daimler Puch.

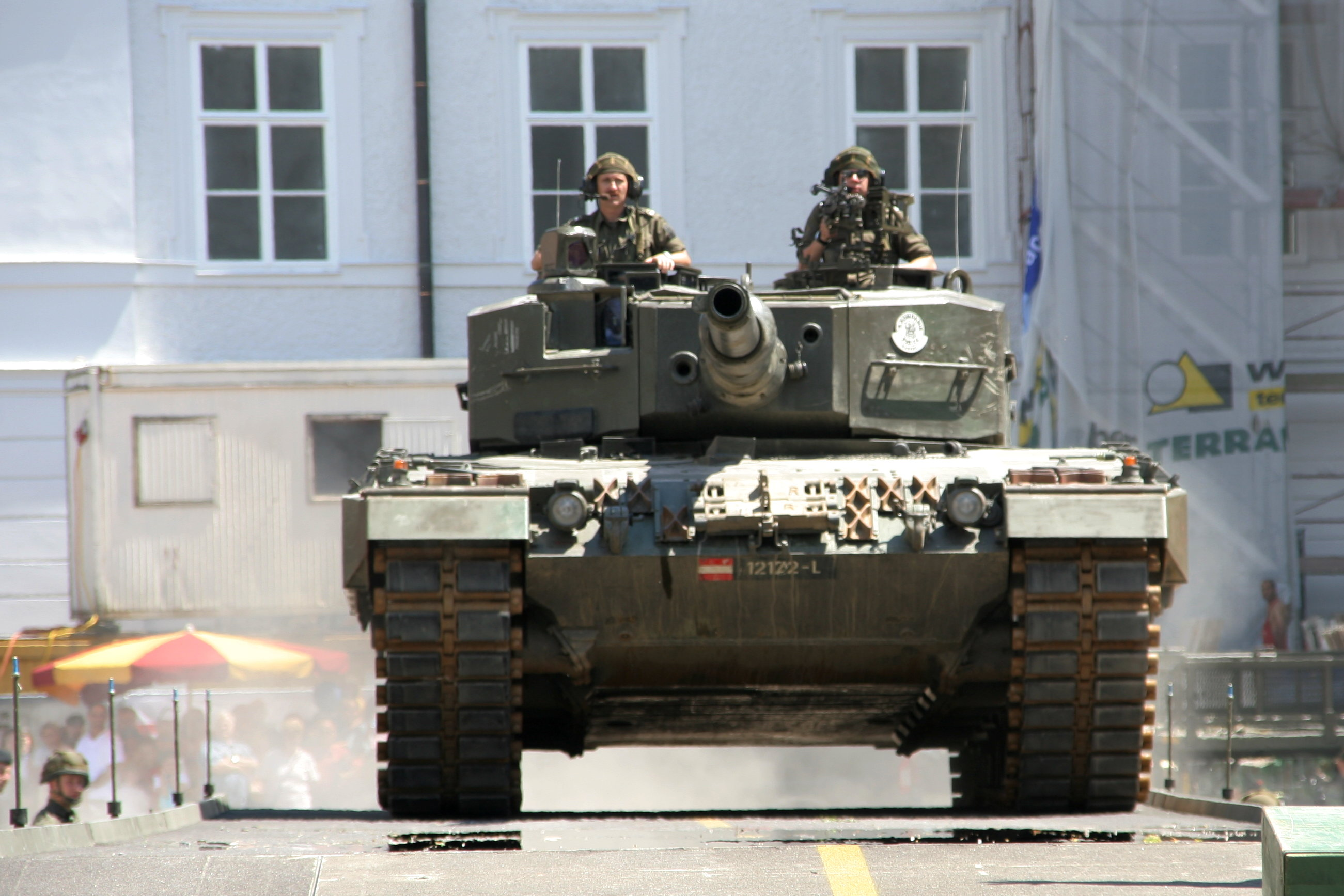
Leopard 2A4 (Österr. Bundesheer)

Der derzeit eingesetzte Kampfpanzer „Leopard 2A4“ stammt aus Deutschland, während die leichten Panzer fast zu 100 % österreichische Erzeugnisse sind.
Die Schützen- und Transportpanzer wurden von der Firma Saurer entwickelt und werden von der Firma Steyr-Daimler-Puch Spezialfahrzeuge (SSF) produziert und weiterentwickelt.
Ebenfalls aus österreichischer Entwicklung und Produktion stammt der Jagdpanzer „Kürassier“, ebenfalls von SSF. Parallel dazu wurde der Bergepanzer „Greif“ konstruiert.
Aktuelle österreichische Panzerfahrzeuge sind das gepanzerte Transportfahrzeug (Radpanzer) „Pandur“, von dem als größte Aufträge 260 Stück nach Portugal und 234 Stück nach Tschechien exportiert wurden und der Schützenpanzer "Ulan". Beide Panzerfahrzeuge werden von der Firma Steyr-Daimler-Puch Spezialfahrzeuge (SSF) produziert und weiterentwickelt.

## Luftraumüberwachung
Nach dem Zweiten Weltkrieg wurde 1958 mit mobilen Radargeräten auf Saurer-Lastwägen die Luftraumüberwachung aufgenommen. Noch im selben Jahr wurde die erste feste Station in Betrieb genommen, 1960 eine zweite. Erst 1968 konnte der Vollbetrieb des Radarsystems aufgenommen werden, das jedoch noch immer nicht das gesamte Land überblicken konnte. Erst ab 1973 begann man die Umsetzung eines flächendeckenden Luftüberwachungssystems, welches später Goldhaube genannt wurde.
In den 1980er Jahren wurden Saab 35 Draken-Abfangjäger zur Luftraumüberwachung beschafft.
Am 9. Juli 2004 wurden vier, von der Schweiz geleaste, F-5E "Tiger II" in Graz-Thalerhof feierlich in Betrieb genommen. Diese sollen als Übergangslösung für die Zeit zwischen dem Ausmustern der Draken und der Lieferung neuer Abfangjäger dienen. Am 1. Juli 2005 übernahmen die F-5-Jets dann vollends die Luftraumüberwachung in Österreich.
Momentan läuft die Beschaffung von 15 Eurofightern, die in Zukunft den österreichischen Luftraum sichern sollen.

## Militärische Einrichtungen
Bereits um 1500 wurde das erste Kaiserliche Arsenal zur Herstellung von Kriegsschiffen für die Donau gebaut. 1562 wurde mit dem Bürgerlichen Zeugshaus ein weiteres großes Waffenlager in Wien errichtet.
Österreich-Ungarn:

Militärische Führungskräfte wurden an der k.u.k. Kriegsschule, an der Theresianischen Militärakademie, an der k.k. Franz-Joseph-Militärakademie sowie der Technischen Militärakademie ausgebildet. Für die Marineangehörigen bestand die Marineakademie. Reitlehrer wurden im Militär-Reitlehrer-Institut ausgebildet. Als vorbereitende Schule für die Militärakademien existierten die Kadettenschulen. Die größte befand sich im heutigen Kommandogebäude Theodor Körner in Breitensee in Wien. An Medikamenten und Heilmitteln für Soldaten wurde in der Militär-Medikamenten-Direktion in Wien geforscht. Die Verpflegung des Heeres wurde aus dem Militärverpflegungsetablissement gesteuert. Weiterhin existierte das k.u.k. Militär Fecht- und Turnlehrerinstitut, sowie die k.u.k. Artillerie-Schießschule und die
k.u.k. Armeeschießschule
Siehe auch: Liste der Kasernen des österreichischen Bundesheeres, Militärische Einrichtungen in Wien